# Кристобаль де Москосо Монтемайор и Кордова
Кристобаль де Москосо Монтемайор-и-Кордова (исп. Cristóbal de Moscoso Montemayor y Córdoba; ок. 1653 — 27 января 1749, Мадрид) — испанский дворянин, военный и политик, 1-й герцог де Альхете (1728/1734 — 1749).

## Биография
Сын Хуана де Москосо, 6-го сеньора де Лас-Торрес-де-Алькоррин, и Беатрис де Эслава, хозяйки одноименного поместья.
Он служил Карлосу II Испанскому, от которого в 1683 году получил графство Торрес-де-Алькоррин, а во время Войны за Испанское наследство сражался на стороне армии Бурбонов, поддержавшей претензии на престол герцога Филиппа Анжуйского, будущего Филиппа V. Это принесло ему быстрый политический подъем, поскольку в течение нескольких месяцев с 1706 по 1707 год он занимал пост вице-короля Валенсии. 26 марта 1708 года, чуть менее чем через год после решающей битвы при Альмансе, Филипп V пожаловал ему титулы сеньора Альбуфера и маркиза Кульера. Эти владения, традиционно связанные с короной и их отчуждение вызвало сильную полемику. Однако испанский монарх уточнил и расширил привилегию 23 июля 1709 года в Мадриде.
Кристобаль де Москосо Монтемайор-и-Кордова также стал дворянином Королевской палаты и членом Высшего военного совета. К концу войны он занимал пост генерального комиссара пехоты и кавалерии Испании и генерал-капитана королевских армий. 23 июня 1723 года он наконец получил назначение наместником и регентом Королевского совета Наварры.
Во время своего управления он отвечал за стабилизацию политической ситуации в вице-королевстве, для чего созывал кортесы с 1724 по 1726 год. В 1727 году ему пришлось отсутствовать, чтобы руководить второй осадой Гибралтара, во время которой он приказал построить сильную батарею на перешейке Больбс, что оправдывало англичан тем, что оборонительные сооружения были построены на испанской территории и поэтому не нарушали Утрехтский договор. Когда военная ситуация ухудшилась в пользу британцев, Москосо отправил королю, в противовес другим испанским офицерам, положительные новости об осаде. Наконец, 23 июня он отправится на совещание с лордом Партмором, губернатором Гибралтара, чтобы обсудить предварительное перемирие для окончательного мира, достигнутого в 1728 году, хотя к тому времени он уже удалился в Мадрид.
9 декабря 1728 года монарх подписал указ о назначении его герцогом Альхете, хотя королевская депеша не была выпущена до 6 мая 1734 года, когда он получил достоинство гранда Испании первого класса. Он продолжал возглавлять вице-королевство Наварры до 1737 года, когда он ушел в отставку при дворе, чтобы служить военным советником.

## Брак и дети
Кристобаль де Москосо Монтемайор-и-Кордова был дважды женат. Его первой женой стала Хуана Галиндо де Гусман Карденас и Эредия, дочь Бальтасара Фернандеса Галиндо и Марии Франсиски де Кордова и Эредия. Его второй женой была Мария де Педроса Давила-и-Бракамонте, овдовевшая маркиза Наваморкуэнде, дочери Хуане Луиса Руби де Бракамонте Давиле, 7-го сеньора де Сеспедоса и 6-го сеньора де Фуэнте эль-Соль и Хуаны Сапаты де Мендоса. Дети:
- Мария Москосо Монтемайор (род. 1681), в 1707 году она вышла замуж за Алонсо Зайаса и Хинестроса. Их сын Алонсо де Зайас и Москосо (1708—1792), 2-й герцог де Альхете, 2-й граф Торрес-де-Алькоррин и 2-й маркиз де Кульера. 17 июня 1737 года Кристобаль уступил своему внуку титул маркиза Кульера, который будет использоваться его старшими сыновьями и непосредственными наследниками поместья и графства Лас-Торрес. В 1743 году он женился на Ане Каталине Мануэль де Ландо. Он свидетельствовал в 1785 году, оставив Кристобаля де Зайаса и Мануэля де Ландо преемниками своих титулов.
- Бальтасар де Москосо и Галиндо Кордова, женат на Маргарите Розе Давила Вергара Коэльо и Кастро, 5-й маркизе де Наваморкуэнде.

## Смерть
Кристобаль Москосо сделал завещание 23 сентября 1743 года. Он умер в Мадриде 27 января 1749 года, оставив своего внука Алонсо де Зайас-и-Москосо наследником герцогства Альхете, графства Торрес-де-Алькоррин и маркизата Кульера.